# Flashrider
Себастьян Даниэль Кайзик (пол. Sebastian Daniel Kaizik, род. сентябрь 1974 года), также известный как Flashrider, — польский диджей и музыкальный продюсер в жанрах hands up и house.

## Биография
Родился в сентябре 1974 года в Польше, немец по национальности.
Себастьян открыл в себе страсть к музыке примерно в 1995 году. В 1997 году состоялся его первый концерт в Кельне. В 1998 году он записывает свой первый сингл под названием Onga In Tokyo. В 2001 году Flashrider стал резидентом клуба Хорховская пирамида в Хожуве, и в том же году знакомится с немецким музыкальным продюсером Себастьяном Голасиком, они становятся партнерами. В 2002 году Янн Пайфер (Yanou) и Свен Петерсен предложили им долгосрочное сотрудничество. В том же году они основали собственную студию «S-Cape Studio» в Кобленце, где был записан и сведен второй сингл Flashrider, Attenzione!. Он стал хитом в Польше и некоторых европейских странах. Видеоклип на этот сингл был снят в 2004 году.
В 2004 году Себастьян открыл свой собственный лейбл со штаб-квартирой в Гливице, Flash Music. На Flash Music издавались такие популярные артисты, как C-Bool, Base Attack, а также группы, в которые входили DJ Manian, Bass-T, MBrother и другие. Позже, все релизы Flash Music были переизданы лейблом Zooland Records. В 2004 Flashrider выпускает свой следующий сингл: Sex in the Club. Он был спродюсирован Яном Пайфером и Мануэлем Ройтером и был исполнен самим Себастьяном и диджеем Pulsedriver.
Затем Flashrider играл во многих группах, таких как East-West Rockerz, S-Force One и других. Он также сделал более 100 ремиксов. В 2005 году Себастьян выпустил альбом Rainbow под псевдонимом Danny-S совместно с Камилем Станишевским (Taito). В 2006 году Flashrider совместно с польской группой Wanda I Banda выпустил сингл Nie Będę Julią, ремейк версии песни 1984 года. Сингл был выпущен на лейбле Magic News под номером 122. В 2008 году он выпустил сингл Keep Me Hanging On 2k9 как Danny-S, а в 2013 году выпустил сингл So in Luv как Flashrider совместно с Kelli Leigh и Renald. Видеоклип на последнюю был снят в Нью-Йорке и выпущен в том же году. После Себастьян играл на вечеринках Kontor Records. В 2014 году он основал свою фирму Liquid Sounds Ltd в Великобритании, которая была упразднена в 2015 году.

### Совместные проекты
Flashrider выпускал синглы совместно с разными диджеями под следующими псевдонимами:
- S-Force One (с Bass-T)
- East-West Rockerz (с DJ Manian и MBrother)
- S-Cape (с Себастьяном Голасиком)
- Magnezz (с Base Attack)
- Sample Gangsters (с Taito, Base Attack и BBX)

## Дискография
| Место в чартах | Место в чартах | Место в чартах | Место в чартах |
| Страна         | Композиция     | Дата           | Позиция        |
| -------------- | -------------- | -------------- | -------------- |
| Германия       | Attenzione!    | 10.03.2003     | 82 (1 неделя)  |

### Альбомы
- 2005: Rainbow (Danny-S vs. Taito)

### Синглы
- 1998: Onga In Tokyo
- 2002: Attenzione!
- 2004: Sex in the Club
- 2006: Nie Będę Julią (vs. Wanda I Banda)
- 2008: Keep Me Hanging On 2k9 (Danny-S)
- 2013: So in Luv (feat. Kelli Leigh & Renald)